# David Bailey
David Bailey (San Diego, Californië, 1961) is een Amerikaans voormalig motorcrosser.

## Carrière
Bailey begon met fietsjes te rijden op driejarige leeftijd. Hij kreeg zijn eerste motortje, een Yamaha, toen hij tien was. Datzelfde jaar begon hij wedstrijden te rijden. In 1978 won hij het 250cc amateurkampioenschap op een verouderde Bultaco. Het jaar nadien werd Bailey professioneel motorcrosser, maar kende een moeilijk debuutseizoen. In 1980 reed Bailey voor Kawasaki, en liet voor het eerst zijn potentieel zien.
In 1982 werd hij door Roger De Coster gevraagd om voor Honda te rijden. Dat seizoen werd Bailey ook geselecteerd voor de Motorcross der Naties, die hij samen met de Amerikaanse ploeg wist te winnen. In 1983 won Bailey zowel het 250cc motorcross- als supercrosskampioenschap, en won opnieuw de Motorcross der Naties. In 1984 behaalde hij de 500cc-titel, en won voor de derde keer op rij de Motorcross der Naties. Ook de twee volgende jaren won Bailey de Motorcross der Naties. Voor het begin van het seizoen 1987 geraakte Bailey geblesseerd tijdens een training. Bailey zijn ruggenmerg werd geraakt, wat ervoor zorgde dat hij verlamd werd vanaf zijn middel tot zijn tenen.
In 1994 maakte Bailey zijn terugkeer in de motor- en supercross, maar dan als commentator tijdens de wedstrijden. Vanaf 1997 nam Bailey deel aan de Ironman in Hawaï. In 2000, dertien jaar na zijn ongeval, wist Bailey de Ironman te winnen in zijn categorie. Tot op heden is Bailey nog steeds commentator tijdens motorcrosswedstrijden en is actief in verschillende liefdadigheidsevenementen die onderzoek voeren naar ruggenmergletsel.

## Palmares
- 1982: Winnaar Motorcross der Naties
- 1983: AMA SX 250cc kampioen
- 1983: AMA 250cc Outdoor Nationals kampioen
- 1983: Winnaar Motorcross der Naties
- 1984: AMA 500cc Outdoor Nationals kampioen
- 1984: Winnaar Motorcross der Naties
- 1985: Winnaar Motorcross der Naties
- 1986: Winnaar Motorcross der Naties